# St. Urban (Döckingen)

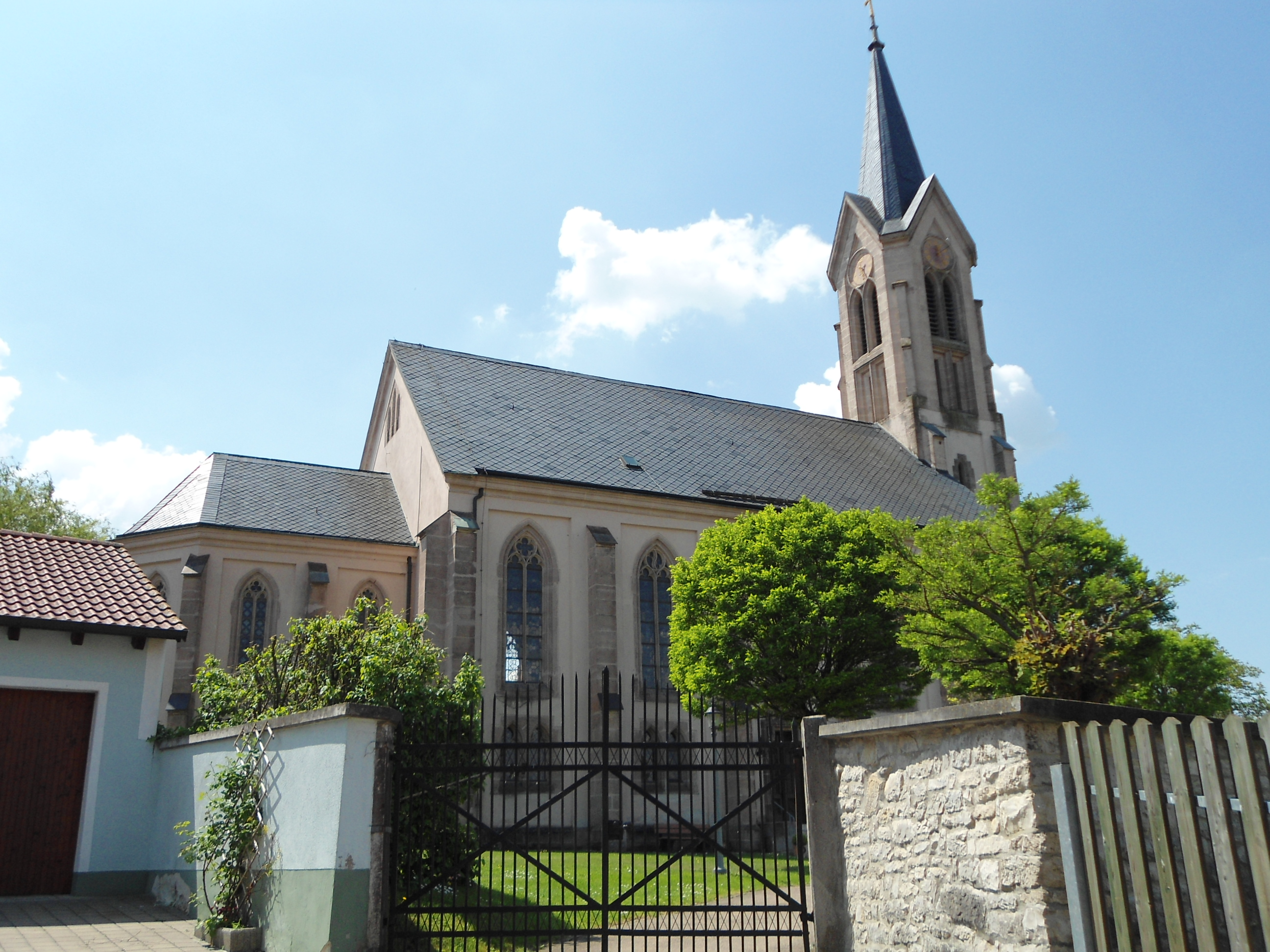
St. Urban in Döckingen

Die St.-Urban-Kirche ist eine evangelisch-lutherische Kirche in Döckingen, einem Ortsteil von Polsingen im mittelfränkischen Landkreis Weißenburg-Gunzenhausen. Sie ist Pfarrkirche der im Mai 2024 entstandenen Kirchengemeinde Ursheim-Trendel-Polsingen im Evangelisch-Lutherischen Dekanat Heidenheim. Das Gebäude ist unter der Denkmalnummer D-5-77-162-18 als Baudenkmal in die Bayerische Denkmalliste eingetragen. Die mittelalterlichen Vorgängerbauten sind zusätzlich als Bodendenkmal (Nummer: D-5-7030-0158) eingetragen.
Die Kirche befindet in Ortsrandlage im Ortskern von Döckingen auf einer Höhe von 518 Metern über NHN. Die Kirche wird vom Friedhof Döckingen umnrahmt. Die postalische Adresse lautet Hauptstraße 28. Unweit westlich fließt der Schlittenharter Graben vorbei.
Die heutige Saalkirche wurde von 1873 bis 1874 im Stil der Neugotik anstelle eines abgetragenen Vorgängerbaus errichtet. Als Vorbild diente vermutlich eine 1960 abgetragene Kirche in Gunzenhausen. Der an der Westseite gelegene dreigeschossige Kirchturm wird von einem Spitzhelm gekrönt. Das Langhaus ist fünfachsig und wird von Strebepfeilern zwischen den Fenstern untergliedert. Erwähnenswert sind im Kircheninneren der Taufstein sowie der Kruzifix, vermutlich ein Werk von Giuseppe Volpini, die jeweils um 1720 geschaffen worden sind. Die Kirchhofmauer stammt aus dem 19. Jahrhundert.
Von 1877 bis 1883 war der als Sozialreformer bekannt gewordene Gustav Baist Pfarrer der Kirche.